# María Eugenia Manaud
María Eugenia Manaud Tapia (16 de marzo de 1949) es una abogada chilena. Fue presidenta del Consejo de Defensa del Estado (CDE) entre 2017 y 2020.

## Biografía
Obtuvo su licenciatura en Ciencias Jurídicas y Sociales en la Universidad Católica de Valparaíso. Entre 1975 y 1982, trabajó en la Contraloría General de la República, tanto en la sede central del organismo en Santiago como en Valparaíso, llegando a ser la representante del contralor ante la Junta General de Aduanas y jefa subrogante de la Subdivisión de Crédito Público y Bienes Nacionales. Entre 1982 y 1987, se desempeñó como jefa jurídica de la Empresa de Correos de Chile, siendo, además, secretaria abogada del directorio de esa empresa estatal.
Ingresó al CDE en diciembre de 1990, asumiendo dos años después la jefatura del Departamento de Inspección. En mayo de 1993 fue designada abogada Procuradora Fiscal de Santiago, a cargo de la creación, organización y dirección de dicha repartición regional, y en octubre de 1995 fue nombrada consejera. Entre 2000 y 2007, colaboró con el Ministerio Público, en comisión de servicio, como asesora del Fiscal Nacional en materias legislativa e internacionales, organizando la Unidad de Extracciones Pasivas y creando la Unidad Especializada de Delitos Económicos y Funcionarios.
Manaud fue sondeada como candidata para fiscal nacional en 2007, y para contralor general de la República en 2015. Finalmente, el 12 de marzo de 2017 fue designada por la presidenta Michelle Bachelet para presidir el CDE, tras la renuncia de Juan Ignacio Piña.